# Неожиданный случай
«Неожиданный случай» — пьеса Александра Островского. Написана в 1850 году.

## История написания
Пьеса «Неожиданный случай» была задумана как комедия. В процессе работы над пьесой Островский пришёл к мысли сделать из неё драматический этюд.
«Неожиданный случай» был закончен примерно в сентябре — октябре 1850 года и появился в сборнике «Комета» (1851 год).
Первое представление пьесы «Неожиданный случай» было осуществлено 1 мая 1902 года в Александринском театре, в бенефис суфлёров и вторых режиссёров.

## Действующие лица
- Сергей Андреич Розовый, неслужащий помещик лет 27.
- Павел Гаврилыч Дружнин, чиновник, товарищ Розового по учебному заведению.
- Софья Антоновна, вдова лет 30.
- Маша, горничная Софьи Антоновны.